# Pristis aquitanicus
Espèce
Pristis aquitanicus est une espèce éteinte de poissons-scies de la famille des Pristidae. 

## Systématique
L'espèce Pristis aquitanicus a été décrite en 1871 par le notaire, juge de paix, géologue, paléontologue, archéologue et historien français  Eugène Edmond Delfortrie (d) (1816-1885) et ce à partir d'un matériel de Léognan.

## Description
Ces restes fossilisés sont présents dans les faluns de Bretagne. On retrouve les vertèbres et dents rostrales.

## Étymologie
Son épithète spécifique, aquitanicus, fait référence à l'Aquitaine, l'ancienne région administrative française où ont été trouvés les fossiles.

## Publication originale
- E. Delfortrie, « Les broyeurs du Tertiaire aquitanien », Actes de la Société Linnéenne de Bordeaux, Bordeaux, Inconnu, vol. 28,‎ mai 1871, p. 213-236 (ISSN 0365-6934, OCLC 10350880, lire en ligne).

## Sources
- Fossiles, revue, n°30, 2017. Les fossiles oligocènes-miocènes des environs de Rennes.